# Пауэлл, Мартин
Мартин Пауэлл (англ. Martin Powell, род. 19 июля 1973, Шеффилд, Йоркшир) — английский музыкант.

## Биография
В 1991 году Пауэлл прослушивался на должность басиста в группе My Dying Bride, но был отвергнут, так как вакансия была занята. Тогда он заявил группе, что также играет на скрипке и клавишных, и был нанят в качестве сессионного музыканта. Затем он стал в группе постоянным скрипачом и клавишником.
В 1998 году Пауэлл оставил My Dying Bride и присоединился к Anathema в роли концертного клавишника. Он пробыл в группе два года.
В 2000 году Пауэлл вместе с барабанщиком Адрианом Эрландссоном и гитаристом Полом Аллендером присоединился к популярной британской экстрим-метал-группе Cradle Of Filth. С ними группа записала альбом Midian. В следующем году группа выпустила мини-альбом Bitter Suites to Succubi. В 2003 году они выпустили альбом Damnation And A Day с участием оркестра из 40 человек, для которого Пауэлл написал партитуру. Пауэлл написал несколько песен для обоих альбомов группы, а также выступил автором песен для альбома 2004 года Nymphetamine, на котором он на нескольких треках играл на гитаре, а также исполнял обязанности клавишника. В 2005 году Пауэлл объявил о своих планах покинуть группу, в которой провёл пять лет. Его место в группе заняла Рози Смит. После ухода из Cradle of Filth Пауэлл вернулся в университет, где он работал над получением научной степени по музыке. Также стало известно о новом проекте Prey, в состав которого вошёл Пауэлл.
Помимо перечисленных групп Мартин Пауэлл играл в качестве сессионного скрипача и клавишника в австралийской группе Cryptal Darkness в 1999 и 2000 годах, принимал участие в записях альбомов They Whispered You Had Risen (1999) и Chapter II — The Fallen (2000). Мартин также снялся в фильме «Колыбель страха», где сыграл эпизодическую роль пьяницы. Кроме этого, Пауэлл принял участие в концерте Type O Negative Symphony for the Devil, выпущенном на DVD.